# Juan Píriz
Juan "Juancito" Píriz (Montevideo, 26 de juny de 1902? - ibídem, 23 de març de 1946) fou un futbolista internacional uruguaià, medallista olímpic el 1928 i campió del món el 1930.

## Biografia
Píriz va jugar un total de 2 partits amb la selecció de futbol de l'Uruguai entre 1928. Amb la samarreta blau cel va aconseguir la medalla olímpica d'or el 1928 a Àmsterdam i la primera Copa del Món de futbol, l'any 1930.
Com a futbolista professional, Píriz va jugar al campionat uruguaià amb el Defensor Sporting i el Club Nacional de Football.

## Palmarès
- 2 partits de 1928
- Campió Olímpic el 1928